# Silver Apples
Silver Apples är en amerikansk musikduo från New York bestående av Simeon (Simeon Oliver Coxe III, synthesizer och oscillator), och Danny Taylor (trummor). De var en tidig elektronisk musikgrupp vars musik var okaraktäristisk och experimentell för sin tid. Gruppen var aktiv åren 1967-1969 och släppte under denna period två studioalbum på skivbolaget Kapp Records. Debutalbumet Silver Apples nådde kortvarigt placering på Billboard 200-listan, men nådde aldrig högre än plats 193. Gruppens andra album Contact nådde inte listplacering och ledde till att de blev stämda av flygbolaget Pan Am som inte uppskattade det sammanhang deras logga användes i på skivomslaget.
Ett tredje album spelades in, men deras skivbolag hade då blivit uppköpt av MCA Records, och de var efter stämningen inte intresserade av skivan. Albumet, The Garden släpptes först 1998 med vissa nyinspelningar, och gruppen återförenades då för ett antal konserter. Simeon hade då turnerat som Silver Apples med Xian Hawkins och trummisen Michael Lerner sedan 1996. Taylor avled 2005 men Simeon har fortsatt uppträda i en soloversion av Silver Apples.

## Diskografi
- Silver Apples (1968)
- Contact (1969)
- The Garden (1998)